# Hussein Ali al-Khafaji
Hussein Ali al-Khafaji (* 29. Juni 1997) ist ein irakischer Leichtathlet, der sich auf den Sprint spezialisiert hat.

## Sportliche Laufbahn
Erste Erfahrungen bei internationalen Meisterschaften sammelte Hussein Ali al-Khafaji im Jahr 2019, als er bei den Arabischen Meisterschaften in Kairo mit 21,73 s in der ersten Runde im 200-Meter-Lauf ausschied und mit der irakischen 4-mal-100-Meter-Staffel in 40,92 s den fünften Platz belegte. 2022 startete er dank einer Wildcard im 100-Meter-Lauf bei den Weltmeisterschaften in Eugene und erreichte dort die Hauptrunde und schied dort mit 10,55 s aus.
In den Jahren von 2018 bis 2022 wurde al-Khafaji irakischer Meister im 100-Meter-Lauf sowie 2018 und 2019 auch über 200 Meter.

## Persönliche Bestzeiten
- 100 Meter: 10,32 s (+0,9 m/s), 4. April 2021 in Bagdad (irakischer Rekord)
  - 60 Meter (Halle): 6,94 s, 3. März 2019 in Teheran
- 200 Meter: 21,50 s, 9. März 2019 in Bagdad